# Thích Huyền Quang
Thích Huyền Quang (* 19. September 1919 in Bình Định, Vietnam; † 6. Juli 2008 in Nguyen Thieu, Vietnam) war ein buddhistischer Mönch und von 1992 bis zu seinem Tod Patriarch der 1964 von Vertretern der verschiedenen buddhistischen Schulen in Vietnam gegründeten, jedoch durch die vietnamesische Regierung verbotenen Unified Buddhist Church of Vietnam.

## Kindheit und Jugend
Ursprünglich einer daoistischen Familie entstammend, wurde er im Jahr 1934 ordiniert.

## Wirken
Thích Huyền Quang war stets politisch und sozial engagiert und war entschiedener Gegner der verschiedenen politischen Strömungen, denen Vietnam seit dem 20. Jahrhundert ausgesetzt ist. So war er Gegner der französischen Herrschaft, kämpfte gegen die von den USA unterstützte südvietnamesische Regierung der 1960er Jahre und auch gegen die seit 1975 regierenden Kommunisten. Im Jahr 1977 schrieb er einen Brief an den seinerzeit regierenden Premierminister Phạm Văn Đồng, in welchem er die herrschende Unterdrückung durch die Kommunisten beschrieb und aufzeigte. Als Reaktion darauf wurde er zusammen mit fünf weiteren Mönchen festgenommen. Aufgrund seines nicht nachlassenden Einsatzes für politische und religiöse Freiheiten wurde er vielfach inhaftiert bzw. unter Hausarrest gestellt.

## Ableben
Thích Huyền Quang starb am 6. Juli 2008. Die Beisetzung fand unter Beteiligung einiger Tausend buddhistischer Mönche verschiedener Traditionen statt.

## Auszeichnungen
Im Jahr 2002 erhielt er zusammen mit Thích Quảng Độ und Nguyễn Văn Lý den von der tschechischen Nichtregierungsorganisation people in need vergebenen Homo-Homini-Preis.